# عمر بن محمود
 عمر بن محمود، ولد بالقيروان عام 1938 وتوفي في 10 جويلية 2009، رسام ونحات تونسي. درس الفنون الجميلة بتونس وباريس، ودرّس منذ العام 1966 بالمعهد التكنولوجى للفن والهندسة المعمارية والتعمير بتونس. من أبرز أعماله كنحات النصب التذكاري بالسيجومي وتمثال ابن خلدون.

## معارضه
أقام أول معرض شخصي له عام 1965 وذلك بالعاصمة الفرنسية باريس. كما أقام بالعاصمة التونسية معارض على التوالي سنوات: 1969 و1975 و1977 و1981. كما شارك في عدة معارض جماعية بتونس وبالخارج.
1. 1 2 3 4 5   http://repertoire-artistestunisiens.com/amor-ben-mahmoud/. {{استشهاد ويب}}: |url= بحاجة لعنوان (مساعدة) والوسيط |title= غير موجود أو فارغ (من ويكي بيانات) (مساعدة)